# Mari Lacruz
Jesús María Lacruz Gómez (Pamplona, Navarra, 25 de abril de 1978), más conocido como Mari Lacruz o Jesús Mari Lacruz, es un exfutbolista español. Jugaba de defensa, normalmente por la banda derecha. Su primer equipo fue el Club Atlético Osasuna B.

## Trayectoria
Lacruz se formó en las categorías inferiores del Club Atlético Osasuna de Pamplona. El 10 de junio de 1995 debutó en la primera plantilla navarra, por entonces en Segunda División.
En 1997 fichó por el Athletic Club, con el que debutó en Primera División, el 13 de septiembre de 1997, en el partido Athletic 1 - 0 Atlético de Madrid. En el equipo bilbaíno permaneció nueve temporadas, jugando 251 partidos y anotando 12 goles.
En el verano de 2006, Ernesto Valverde, que había sido su entrenador en Bilbao, lo fichó para su nuevo proyecto en el RCD Espanyol. Con el club barcelonés alcanzó la final de la Copa de la UEFA en 2007. Tras tres temporadas, 70 partidos y dos goles abandonó el club catalán.
En enero de 2010, tras varios meses sin equipo, fichó por el Real Unión Club de Irún. Se retiró al acabar la temporada 2011-12.

## Selección nacional
No llegó a debutar con la selección española, aunque fue internacional en todas las categorías inferiores. Fue internacional sub-20 en 1997, en cinco ocasiones. Posteriormente, fue internacional sub-21 en nueve ocasiones entre 1998 y el año 2000.
Con el combinado olímpico español, conquistó la medalla de plata en los Juegos Olímpicos de Sídney 2000. Lacruz fue titular durante todo el torneo y marcó el gol español en la derrota 1-3 contra Chile. Disputó los 120 minutos de la final que España perdió en la tanda de penales ante Camerún.
También disputó dos partidos internacionales de carácter amistoso con la Selección de Navarra.

## Clubes
| Club                    | País   | Año       |
| ----------------------- | ------ | --------- |
| Club Atlético Osasuna B | España | 1993-1995 |
| Club Atlético Osasuna   | España | 1995-1997 |
| Athletic Club           | España | 1997-2006 |
| RCD Espanyol            | España | 2006-2009 |
| Real Unión Club         | España | 2010-2012 |

## Palmarés

### Campeonatos internacionales
| Título                                             | Selección | Año  |
| -------------------------------------------------- | --------- | ---- |
| Medalla de plata en los Juegos Olímpicos de Sídney | España    | 2000 |